# Nebaliopsididae
Nebaliopsididae is een familie van kreeftachtigen uit de klasse van de Malacostraca (hogere kreeftachtigen).

## Geslachten
- Nebaliopsis Sars, 1887
- Pseudonebaliopsis Petryashov, 1996